# ایزو/تی‌اس ۱۶۹۴۹
استاندارد بین المللی سیستم مدیریت کیفیت در صنعت خودروسازی را در صنعت خودروسازی و باتوجه به الزامات خودروسازان پیاده سازی می نماید. درنتیجه، استاندارد IATF 16949 بعنوان مبنایی برای اخذ گواهینامه ایزو در صنایع خودروسازی خواهد بود.
استاندارد بین المللی سیستم مدیریت کیفیت در صنعت خودروسازی بعد از گذشت ۷ سال از تاریخ انتشار ، بازنگری شد. پس از آنکه استاندارد ایزو ۹۰۰۱ در سال ۲۰۱۵ مورد بازنگری قرار گرفت ایزو ۱۶۹۴۹ نیز در اکتبر سال ۲۰۱۶ به روز رسانی شد و ویرایش جدید آن تحت عنوان IATF 16949:2016 منتشر گردید. ویرایش جدید استاندارد ۱۶۹۴۹ یعنی ایزو  IATF 16949:2016  بدنبال ساختاری سطح بالاتر با دید کلان تر به سازمان و ذی نفعان و همچنین بدنبال استفاده آسانتر در رابطه با سایر استانداردهای سیستمهای مدیریتی است.